# Gran Sasso
Gran Sasso (nebo Gran Sasso d'Italia česky  Velká skála) je vápencový horský masiv v Abruzských Apeninách, které jsou součástí Středních Apenin. Vrchol Corno Grande (2 914 m) je nejvyšší horou celých Apenin. Pohoří leží ve střední Itálii, v regionu Abruzzo, ve vnitrozemí, přibližně 50 km od pobřeží Jaderského moře. Nejbližší větší město, je hlavní město regionu Abruzzo L'Aquila.
Gran Sasso a severně ležící pohoří Monti della Laga, společně tvoří Národní park Gran Sasso a Monti della Laga. Byl založený v roce 1991 a má rozlohu 1 413 km².